# Rebelión de los viticultores de Languedoc

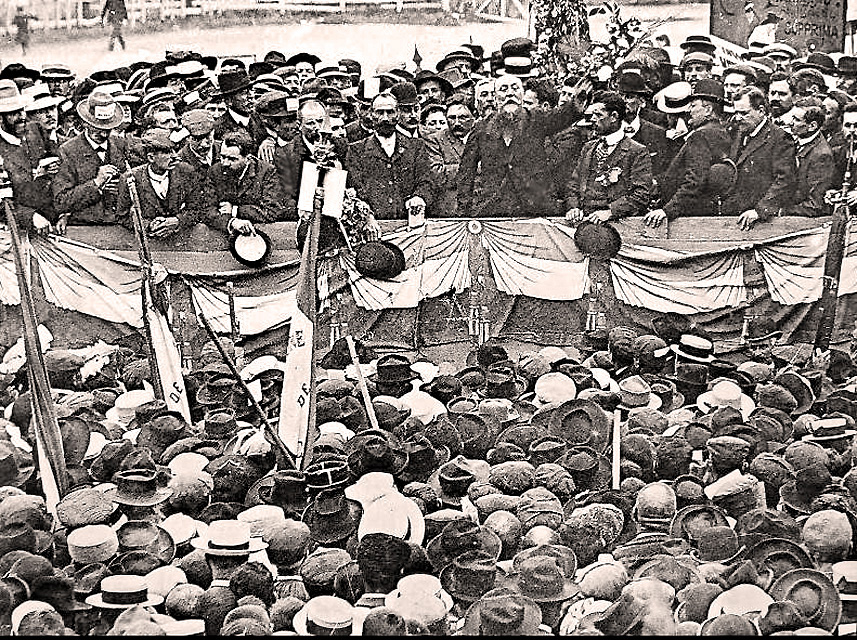
Junta de viticultores, con Ernest Ferroul, alcalde de Narbona, y Marcelin Albert tomando la palabra

La Rebelión de los viticultores  (en idioma francés original Révolte des vignerons), conocida en Francia también por la Révolte des gueux du Midi (Rebelión de los harapientos), la Révolte des vignerons du Midi (Rebelión de los viticultores del Mediodía) o incluso, La guerre du vin (La guerra del vino), fue un conflicto social iniciado por los cultivadores de vid del Mediodía francés descontentos a causa de la grave crisis agrícola de principios del siglo XX y que derivó en insurrección, al ser apoyada por el 17.º Regimiento Infantería ligera acuartelado en Béziers.

## Tradición viticultora del Languedoc
La vid es cultivada en el Languedoc desde tiempos de los romanos. Se mantuvo durante la Edad Media, en particular, gracias a los monasterios. Sin embargo, las actividades agrícolas se basaban esencialmente en los cereales, así como en la ganadería (principalmente bovino) y el cultivo de olivares.
La viticultura se desarrolló especialmente durante el siglo XVIII gracias a la creación del puerto marítimo de Sète y la terminación del Canal du Midi, favoreciendo las exportaciones del vino de la zona hacia mercados más lejanos. Paralelamente, fueron mejoradas las técnicas de conservación del vino. En vísperas de la Revolución francesa, alrededor del 50% de las tierras eran viñeros en la región en torno a Béziers.
A mediados del siglo XIX, en 1853, líneas de ferrocarril fueron construidas en el Languedoc, contribuyendo a aumentar más las exportaciones sin depender ya más de transportes fluviales, sobre todo a las zonas del norte y este de Francia, predominantemente industriales, donde los obreros invertían parte no desdeñable de su salario en la compra de vino. También permitió abrir los mercados en zonas de grandes aglomeraciones de población, como París y su suburbio o Lyon.
Pero durante este siglo también la viticultura de la región sufrió sucesivas crisis. Una primera provocada por una plaga de hongos microscópicos (Oidio) a mediados de siglo que hizo enfermar las vides, posteriormente la filoxera en 1877 y por último, pocos años posteriormente, una de Mildiu. Las vides pudieron irse saneando parcial y lentamente utilizando diversos tratamientos; fungicidas y la introducción en la región de cepas americanas resistentes a la filoxera.

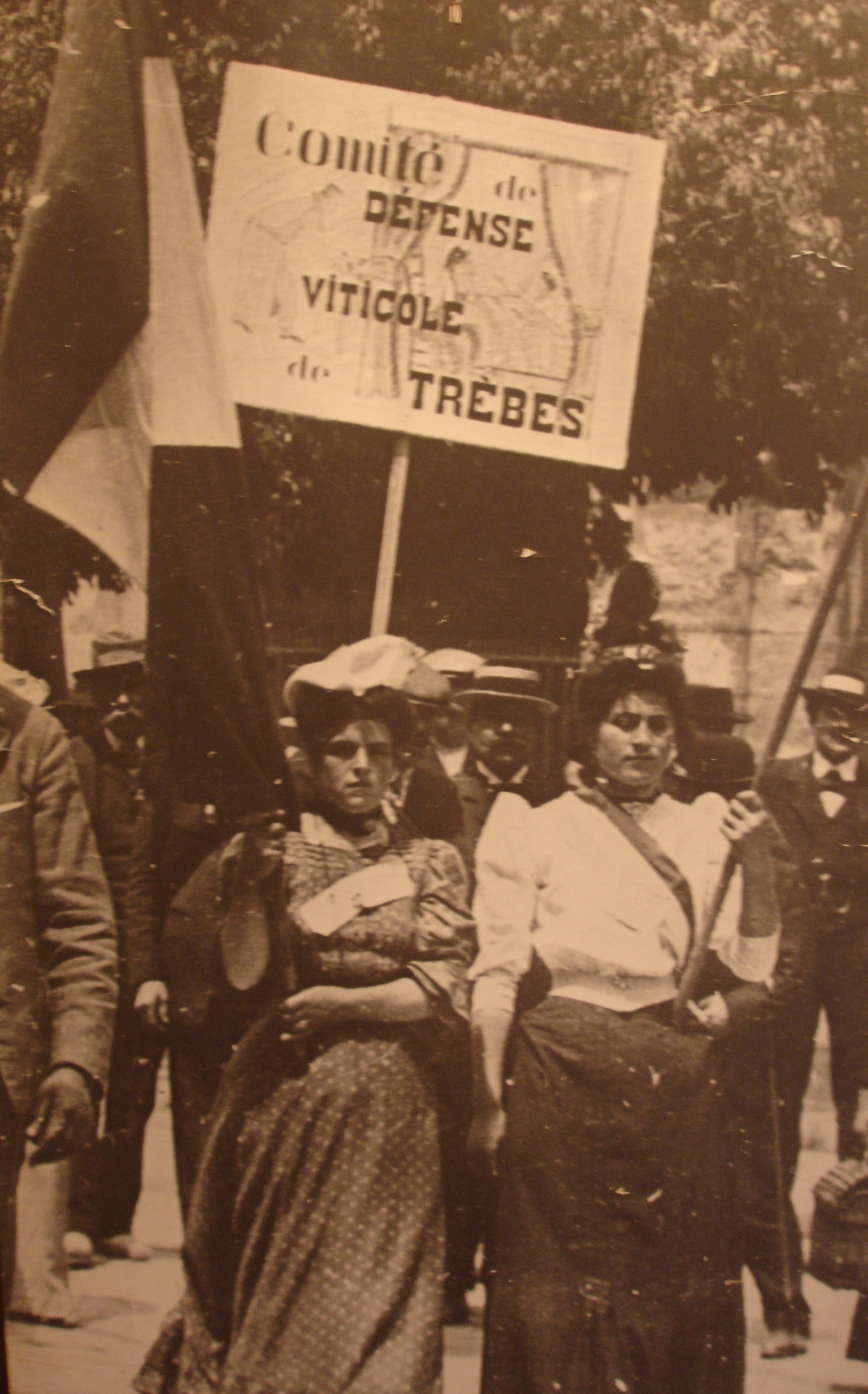
Manifestación del comité de defensa vitícola de Trèbes.

## Sucesos de 1907

### El Comité de Argeliers
En 1907, la crisis se agrava aún más en la zona. Los pequeños viticultores se arruinan, los empleados agrícolas se encuentran totalmente desempleados. La situación se transforma en un efecto dominó sobre toda la población, la ruina de los viticultores implica la de los comerciantes y otros oficios dependientes, la miseria se extiende a toda la región. Las vendimias de 1906 no se consiguen vender. 
El 11 de marzo de 1907, un grupo da la señal de partida de la rebelión de viticultores del Minervois, en el pueblo de Argeliers. Son liderados por Marcelin Albert que funda el "Comité de Argeliers" (también denominado "Comité de Defensa Vitícola"). Albert organiza una marcha, con 87 viticultores más, hacia Narbona, con la intención de mantener una entrevista con una comisión parlamentaria. El Comité decide también organizar, todos los domingos, conferencias y manifestaciones generalizadas por toda la región.

### Manifestaciones
| Las doce manifestaciones de la revuelta                                                                                                 | Las doce manifestaciones de la revuelta                                                                              | Las doce manifestaciones de la revuelta                                                    |
| Domingos | Localidades | Personas                                                                                   |
| --- | --- | ------------------------------------------------------------------------------------------ |
| 24 de marzo 31 de marzo 7 de abril 14 de abril 21 de abril 28 de abril 5 de mayo 12 de mayo 19 de mayo 26 de mayo 2 de junio 9 de junio | Cuxac-d'Aude Bisa Ouveillan Corsan Capestang Lézignan-Corbières Narbona Béziers Perpiñán Carcasona Nimes Montpellier | 300 600 1 000 5 000 10 000 20 000 80 000 120 000 170 000 220 000 250 000 600 000 a 800 000 |

### Amotinamiento del 17.º Regimiento de Infantería Ligera
En la jornada del 18 de junio de 1907, el 17.º regimiento de infantería de línea, uno de los más antiguos y prestigiosos del ejército francés, veterano de las batallas de Austerlitz, Auerstadt y Borodino, fue movilizado de su acuartelamiento de Béziers a la localidad de Agde para participar en la represión del movimiento viticultor. 
Sin embargo, dos días después, según van llegando las noticias de la tragedia de Narbona, una parte de los soldados, la mayoría de los cuales son originarios de la región, deciden amotinarse en la tarde del 20 de junio. Quinientos soldados de la 6.ª compañía, aprovisionados de armas y municiones, emprendieron a pie el regreso a Béziers, a unos 20 km de marcha. Llegados a la ciudad en la mañana del 21 de junio, son recibidos con entusiasmo por la población y se instalan en el paseo de Paul Riquet, una amplia explanada en el centro de la ciudad, donde confraternizan con los habitantes que les ofrecen alimentos y vino.
El ejemplo del 17.º es inaceptable para las autoridades militares y, antes de que el ejemplo se extienda en otros regimientos de infantería, envían a las fuerzas de orden público para desalojar a los amotinados esa misma jornada sin que se produjeran incidentes de mayor consideración. El 22 de junio, los soldados arrestados son enviados por tren de regreso al cuartel de Agde y más tarde, las medidas disciplinarias se aplican a los líderes del motín que son enviados a Gafsa, en Túnez. Durante la Primera Guerra Mundial el 17º sería con frecuencia enviado de oficio a misiones de primera línea.
Otra de las consecuencias del episodio del 17.º fue la adopción de un nuevo reglamento del servicio militar por el que se estipuló que los reclutas servirían a partir de entonces en unidades alejadas de sus localidades de origen. El episodio también transcendió al plano cultural, popularizado por Gaston Monthéus en la canción llamada Gloire au 17e, cuyo estribillo dice:

« Salut, salut à vous, 
Braves soldats du dix-septième... ».

Os saludamos, saludamos a todos, 
 bravos soldados el decimoséptimo...
letra de la canción en lrassemblezagauche.midiblogs.com